# 김기동 (1971년)
김기동(金基東, 1971년 5월 3일~)은 대한민국의 은퇴한 축구 선수로서 선수 시절 포지션은 미드필더였다. K리그 필드 플레이어 최초 500경기 출전 기록을 세웠으며 리그 최고령 득점 기록을 가지고 있다. 현 FC서울 감독이다.
충청남도 당진 출생으로 송악초등학교, 신평중학교, 신평고등학교를 졸업하였다. 데뷔한 이후 20년 가까이 한결같은 활약을 펼쳐 '철인'이라는 별명을 얻었다.

## 구단 경력
고등학교 졸업 후 대학교에 가지 않고 1991년 연습생 신분으로 포항제철 아톰즈에 입단하였으나, 2년 동안 단 한 차례의 K리그 경기에도 출장하지 못했다.
1993년 유공 코끼리로 이적하고 나서부터 경기에 나서게 됐다. 그 해 리그컵을 포함하여 7경기를 뛰었으며, 경기 출전횟수는 1996년까지 계속 늘었으나 1997년 왼쪽 무릎에 부상을 당해 수술대에 오르기도 하였다. 2000년 K리그 준우승에 큰 공헌을 하였다.
2003년 친정 팀 포항 스틸러스로 복귀하였으며, 2007년 K리그 우승과 2004년 K리그 준우승, 2008년 FA컵 우승과 2007년 FA컵 준우승에 큰 공헌을 하였다. 2005년 3월 20일 전북 현대 모터스와의 홈 경기에서 K리그 통산 47번째로 20-20클럽에 가입하였고, 2008년 10월 29일 대전 시티즌와의 원정 경기에서 K리그 통산 23번째로 30-30클럽에 가입하였다. 2007년 4월 22일 FC 서울과의 K리그 6라운드 경기에서 K리그 사상 3번째로 프로 통산 400경기 출장 기록을 세웠다. 2007년 4월 25일 울산 현대와의 K리그 홈 경기에 출전하여 K리그 통산 401경기 출장으로 필드 플레이어 통산 최다 출장 타이를 기록하였고, 4월 29일 대구 FC와의 K-리그 홈 경기에 출전하여 K리그 통산 402경기 출장으로 필드 플레이어 통산 최다 출장 신기록을 세웠다. 2009년 4월 17일 전북 현대 모터스와의 홈 경기에서 K리그 통산 최고령 득점 (37세 95일)을 기록하였다. 2008년 1월, 김기동은 포항 스틸러스와 2년 재계약에 합의했다. 2011년 7월 9일 대전 시티즌과의 경기에서 PK 득점을 성공시키며 본인의 최고령 선수 득점 기록을 경신하며 '39세 5개월 27일' 기록을 새로 세웠으며, 2011년 10월 22일 전남 드래곤즈와의 경기에 출전하여 K리그 필드 플레이어 최초 500경기 출전 기록을 세웠다. 2011년 12월 12일, 포항 스틸러스는 김기동이 2011 시즌을 마지막으로 선수 생활에서 은퇴하였음을 공식 발표하였다.

## 국가대표팀 경력
1997년 10월 4일, 1998년 FIFA 월드컵 예선에서 아랍에미리트와의 경기에서 후반 38분 유상철과 교체되면서 A매치 데뷔전을 치렀다. 무난한 데뷔전을 치른 뒤, 1997년 10월 11일 1998년 FIFA 월드컵 아시아 지역 예선에서 카자흐스탄과의 경기에서 후반 32분 이상윤과 교체되면서 활약하였다. 1997년 11월 1일 1998년 FIFA 월드컵 아시아 지역 예선에서 일본와의 경기에서 자신의 3번째 A매치만에 첫 선발 출장 기회를 얻었지만 월드컵 본선 티켓을 이미 확보한 터라 국가대표팀 선수들의 마음가짐이 풀어진 상태였고, 결국 무기력한 경기 끝에 0-2로 패하였다. 경기 후, 패배에 대한 화살은 국제 대회 경험이 부족했던 김기동에게 쏠렸고, 결국 그 경기가 본인의 마지막 A매치가 되었다.

## 지도자 경력
은퇴 후 영국으로 건너가 연수를 받았고, 2013년에는 성남 일화 천마의 스카우트로 일했다.
2014년 아시안 게임을 대비하여 대한민국 U-23 국가대표팀 코치로 선임됐다.

### 포항 스틸러스
2016년 9월 26일에는 친정팀 포항의 코치로 합류하였다.
2019년 4월 23일 최순호가 팀의 성적 부진으로 자진 사퇴하자, 그의 후임으로 포항 스틸러스의 감독으로 선임되었다. 부임한 지 3일 후인 2019년 4월 26일에 감독 데뷔전을 가졌고 팀은 2-1로 승리하였다.
그리고, 2020 시즌 후, 포항을 3위로 올려놓았고, 3위팀 최초로 감독상을 수상했다.

## 경기 스타일
꾸준한 자기 관리와 한결같은 성실함으로 인하여 K리그 최고령 선수가 된 후에도 전성기와 다름없는 젊은 선수들 못지 않은 체력과 투지로 경기 내내 많은 활동량을 소화한다. 뛰어난 체격이 아님에도 쉴 새 없이 뛰어다니는 체력과 기동력이 강점이며, 트레이드마크인 날카롭고 묵직한 중거리슛은 때때로 경기의 흐름을 완전히 뒤바꿔 버리는 '한방'이 되기도 한다.

## 개인사
2008년 3월에는 포항세무서의 요청으로 '1일 명예민원봉사실장'에 위촉되기도 하였다.
그의 아들은 현재 포항에서 뛰고 있는 김준호이며, 포항 스틸러스 유소년 클럽팀이 있는 포항제철고등학교를 졸업한 후 2020년에 입단해 아빠와 아들이 감독과 선수로 한 팀에서 뛰게 되는 진기록을 쓰게 됐다.

## 경력 통계
| 시즌/대회    | 소속팀           | 출장 | 풀게임출장 | 골 | 도움 |
| ------------ | ---------------- | ---- | ---------- | -- | ---- |
| 1993         | 유공 코끼리      | 7    | 3          | 0  | 0    |
| 1994         | 유공 코끼리      | 15   | 3          | 0  | 0    |
| 1995         | 유공 코끼리      | 29   | 27         | 0  | 1    |
| 1996         | 부천 유공 코끼리 | 33   | 32         | 2  | 3    |
| 1997         | 부천 유공 코끼리 | 14   | 13         | 5  | 0    |
| 1998         | 부천 SK          | 34   | 26         | 1  | 3    |
| 1999         | 부천 SK          | 36   | 17         | 3  | 3    |
| 2000         | 부천 SK          | 41   | 34         | 1  | 3    |
| 2001         | 부천 SK          | 30   | 30         | 1  | 2    |
| 2002         | 부천 SK          | 35   | 35         | 3  | 1    |
| 2003         | 포항 스틸러스    | 30   | 25         | 3  | 1    |
| 2004         | 포항 스틸러스    | 25   | 13         | 1  | 0    |
| 2005         | 포항 스틸러스    | 36   | 16         | 3  | 5    |
| 2006         | 포항 스틸러스    | 25   | 13         | 0  | 7    |
| 2007         | 포항 스틸러스    | 36   | 26         | 4  | 1    |
| FA컵         | 부천 SK          | 15   | 14         | 2  | 3    |
| FA컵         | 포항 스틸러스    | 13   | 5          | 0  | 0    |
| 국제클럽대회 | 포항 스틸러스    | 3    | 3          | 0  | 0    |

## 경력 목록

### 선수 경력
- 1991년 ~ 1992년  포항 제철 아톰즈
- 1993년 ~ 2002년  유공 코끼리 / 부천 SK
- 2003년 ~ 2011년  포항 스틸러스

## 수상 내역

### 개인
- 2002년 K리그 공로패 수상
- 2006년 스포츠토토 한국축구대상 베스트 11 선정
- 2007년 스포츠토토 한국축구대상 MVP 수상
- 2007년 스포츠토토 한국축구대상 베스트 11 선정
- 2007년 K리그 베스트 11 선정
- 2007년 윈저어워즈 대상 수상
- 2007년 윈저어워즈 베스트11 선정
- 2011년 현대오일뱅크 K-리그 공로패 수상
- K리그1 2020 감독상 수상

### 클럽

#### 포항 스틸러스
- K리그 우승 2회 (1992년, 2007년)
- K리그 준우승 1회 (2004년)
- FA컵 우승 1회 (2008년)
- FA컵 준우승 1회 (2007년)
- 리그컵 우승 1회 (2009년)
- AFC 챔피언스리그 우승 1회 (2009년)
- A3 챔피언스컵 준우승 1회 (2005년)

#### 유공 코끼리 / 부천 SK
- K리그 준우승 2회 (1994년, 2000년)
- 리그컵 우승 3회 (1994년, 1996년,2000년)
- 리그컵 준우승 2회 (1998년 아디다스컵, 1998년 필립모리스코리아컵)

### 지도자
포항 스틸러스
- AFC 챔피언스리그 준우승(2021년)
- FA컵 우승 (2023년)

개인
- K리그 감독상 (2020년)
- FA컵 최우수 감독상 (2023년)